# Reizschwelle
Unter Reizschwelle wird in der Elektrophysiologie und in der Sinnesphysiologie jene Schwelle der Intensität verstanden, die ein Reiz mindestens erreichen muss, um eine Erregung, eine Empfindung oder eine Reaktion auszulösen.
Überschwellige Reize sind Änderungen unterschiedlicher Energieform in der Umgebung eines Organismus oder einer Zelle, die abhängig von Art, Intensität und Dauer oder Wiederholung des Reizes den Betrag der Schwellenintensität überschreiten und als adäquate Reize spezifische Veränderungen hervorrufen. Nach der energetischen Art unterscheidet man chemische, osmotische, thermische, mechanische, akustische, elektrische, elektromagnetische oder optische Reize und für diese verschiedene Reizschwellen, die je nach Sinnesmodalität und -qualität weiter differenziert werden. So spricht man beispielsweise von der Geruchsschwelle für einen bestimmten Duftstoff, der Hörschwelle für bestimmte Frequenzen und der Sehschwelle im skotopischen Bereich nach einer bestimmten Adaptationszeit.
In der Physiologie wird jeweils die kleinste Reizintensität, die noch als Stimulus wirkt, als Reizschwelle bezeichnet. Doch kann sich dies auf das Auslösen einer Erregung einer einzelnen Zelle beziehen, oder auf das Hervorrufen einer Empfindung als Sinneseindruck eines wahrnehmenden Organismus. Je nach Bezugnahme kann also mit Reizschwelle eine unterschiedliche Intensitätsschwelle gemeint sein.
- Auf der Ebene einer Zelle bedeutet Reizschwelle elektrophysiologisch die Schwelle für eine Erregungsbildung: bei einer Sinneszelle die Schwelle, ab der eine Änderung des Ruhemembranpotentials als Generatorpotential generiert wird und bei einer (1.) afferenten Nervenzelle die Schwelle erreicht, ab der eine Erregung ausgelöst und ein Aktionspotential gebildet wird, das Schwellenpotential. In ähnlicher Weise wird bei Herzmuskelzellen von Reizschwelle gesprochen,[3] so etwa auch von Reizschwellenmessung[4] im Zusammenhang mit einem Herzschrittmacher.

- Auf der Ebene eines vielzelligen Organismus bedeutet Reizschwelle sinnesphysiologisch die Schwelle für eine Sinnesempfindung: die kleinste Reizintensität, die bei einer bestimmten Reizkonstellation gerade noch eine Empfindung hervorruft. Diese Reizschwelle, abgekürzt RL (für Reizlimen; lateinisch limen ‚Schwelle‘), wurde auch als Absolutschwelle bezeichnet. Manche Autoren sprechen nur den kleinstmöglichen Wert der Reizschwelle bei optimalen Bedingungen der Reizkonstellation und Adaptation als Absolutschwelle an.[2]

Nicht immer wird hinsichtlich der Reizschwelle begrifflich klar unterschieden zwischen einer Schwelle, ab der ein Reiz als solcher überhaupt bemerkbar wird (wie „etwas“), und der, ab der ein Sinneseindruck entsteht (wie „rot“). Diese ist abzugrenzen von einer Schwelle, ab der eine Empfindung geformt wird (wie „rote Punkte“), oder jener, ab der eine Wahrnehmung zugeordnet wird (wie „rote Blutkörperchen“). Die beiden letzteren werden auch als Erkennungsschwelle bezeichnet. Bestimmungen solcher Schwellen sind in der Regel jeweils auf subjektive Angaben angewiesen.
Oberhalb der absoluten Schwelle einer Wahrnehmung (Absolutschwelle) werden weitere sensorische Schwellen differenziert. Hierzu gehört die (Intensitäts-)Unterschiedsschwelle nach dem Vermögen, gleichartige Reize hinsichtlich ihrer Intensität vergleichend zu unterscheiden (als „stärker“/„schwächer“). Andere für die Diskrimination von Reizen wichtige Schwellen sind die für das räumliche (als „daneben“) und das zeitliche (als „danach“) Auflösungsvermögen.
Die an den Sinneszellen und von ersten afferenten Neuronen aufgenommenen Reize (rund 109 bit/s) werden in einem menschlichen Nervensystem kontrastiert und gefiltert, sodass nur wenige (10–100 bit/s) bewusst wahrgenommen werden. Aufgenommene, aber unbewusst wirksame Reize werden subliminal genannt.
Die Best-Pest-Methode dient zur Bestimmung der Wahrnehmungsschwelle eines Probanden für einen Reiz. Besondere Reizschwellen sind beispielsweise Weckschwelle, Unbehaglichkeitsschwelle und Schmerzschwelle.